# قلعه رزه (بنا)
قلعه رزه (قلعه رضا جودکی) مربوط به دوره صفوی است و در شهرستان اندیمشک، کیلومتر ۴۶ جاده اندیمشک به پل دختر واقع شده و این اثر در تاریخ ۱۲ بهمن ۱۳۸۱ با شمارهٔ ثبت ۷۱۴۸ به‌عنوان یکی از آثار ملی ایران به ثبت رسیده‌است.

## تاریخچه
قلعه رزه (قلعه رزمان یا رزمانان)
این قلعه منزلگاه کاروانیان جاده خرم‌آباد به اندیمشک (صالح آباد قدیم) بوده و اکنون نیز جاده سراسری خوزستان از کنار آن می‌گذرد که در ۴۵ کیلومتری جاده ارتباطی اندیمشک خرم‌آباد و در حدود ۵۰۰ متری جنوب شرقی روستای قلعه رزه و در حاشیه جاده می‌باشد که در تاریخ ۱۲ بهمن ۱۳۸۱ با شمارهٔ ثبت ۷۱۴۸ به‌عنوان یکی از آثار ملی ایران به ثبت رسیده‌است.
قلعه رزه که در ادوار گذشته در محلی بنام رزه بر سر راه کاروانها ساخته شده محل حکومت سلاطین اشکانی بوده که گرهشکان یا به زبان محلی گرشکان یا گرشگو در قسمت جنوبی این قلعه وجود دارد که قسمت غرب و جنوب غربی آن رودخانه کرخه می‌باشد.
این کاروانسرا دارای پلان چهارگوش و مستطیل شکل در جهت شرقی و غربی بوده و از نوع چهار ایوانی و از بناهای دوره صفوی می‌باشد؛ و توسط شخصی به نام «حسین خان والی» عصر صفوی در سال ۱۰۰۸ هجری ساخته شده‌است. قلعه رزه دارای ۱۴ اتاق مسکونی بوده که در داخل هر اتاق ۴ طاقچه ساخته شده و تمام اتاق‌ها به هم ارتباط دارند و برای ورود و خروج از قلعه، تنها یک در وجود داشته‌است.
مصالح بکار رفته در ساخت کاروانسرا از سنگ قلوه، ساروج و گچ بوده ولی در دوره‌های بعدی برای بازسازی آن به مقدار بسیار کم از کاروانسرا کنگره‌هایی جهت نگهبانی ساخته شده، در جهت شمالی و جنوبی کاروانسرا به پرتگاه منتهی می‌شود.
قلعه، به هنگام تصرف لرستان به دست قوای دولتی رضاشاه، اهمیت نظامی فراوان داشته و یک از قرارگاه‌های مهم جلوگیری از شورش، یاغیگری و غارت به‌شمار می‌رفته است
ابوعبدالله محمد بن احمد مقدسی (۳۳۶–۳۸۰ ه‍. ق) که ۱۱۰۰ سال پیش می‌زیسته، مسیر «خرم‌آباد» تا «اندیمشک» 
همچنین در شمال این قلعه، یک بنای دو طبقه کوچک‌تر نیز وجود دارد که به حسینه یا قلعه حسینی مشهور است.قلعه رزه در گذشته محل سکونت ایل بزرگ جودکی می باشند.